# 袖章
袖章是一種環繞在手臂的環形布帶，通常是在團體組織裡，執勤者在執行任務時佩戴的飾物，也稱為臂環、臂章或袖箍，多用來表示身分或職務。在軍隊中，執勤者佩戴的袖箍會有徽章或其它識別記號，並延伸至肩章（護肩）的位置用扣子加以固定，以便於在激烈動作時固定位置。在葬禮上，服喪者在佩帶的黑色袖箍稱為黑紗（在日本稱為「喪章」）。
在中国共产党于1920年代至1940年代进行革命和战争时期，其下属的军事和地方行政组织便曾广泛使用过红袖章。在中华人民共和国成立后，特别是在文化大革命中，红袖章曾由各级各类官方或民间组织及个人普遍使用，成为当时中国大陆的一种特别的时代现象。而现代中国大陆在公共场合一般只有公安民警、交通协管员、安全监督员、环卫监督员、治安联防队队员、治安保卫委员会成员、停车场收费员、志愿者等从事维持公共秩序或安全、起监督作用或进行巡查巡逻活动的人员在履行职责时经常使用红袖章或其他形式的袖章。在学校、医院、工厂等各种企事业单位内，红袖章也被负责维护环境卫生、治安等工作的人员佩戴。充作上述这些用途的红袖章也称作“红箍”。
在世界各地的一些国家，在近代及现代在亲属或挚友死后有戴黑色袖章的习惯，表示哀思。在欧洲及英语国家，这种习惯在当代大多局限于体育运动员，特别是足球运动员哀悼逝去队友时佩戴。代表哀悼的黑色袖章在华人地区称为「黑纱」（在日本稱為「喪章」），一般中文所称“袖章”并不包括黑纱。

## 圖集

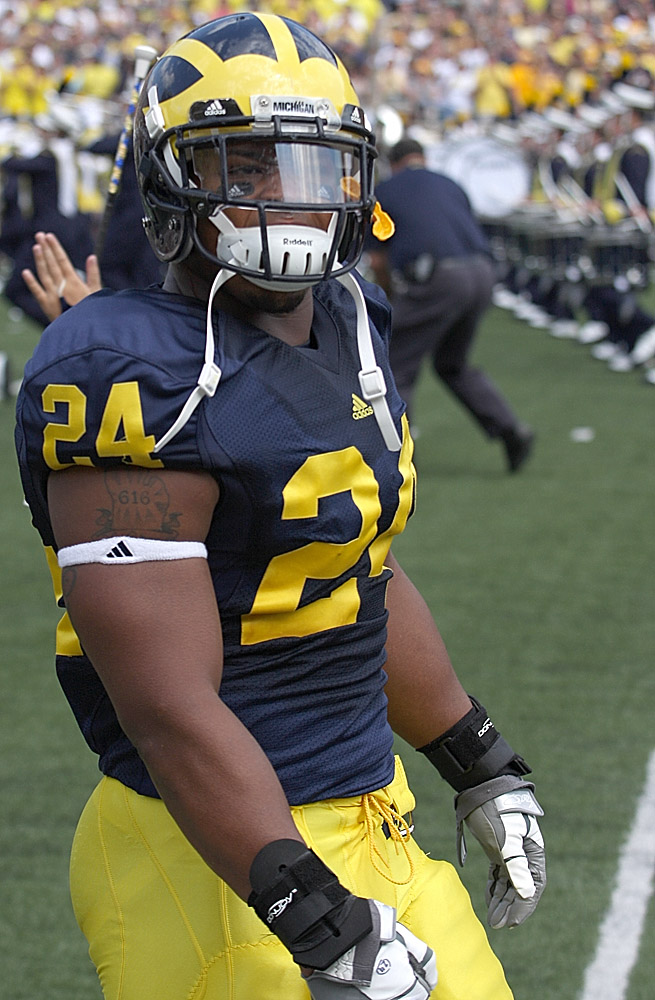
美式足球運動員凱文·格雷迪佩帶的臂環，上面有贊助商的標誌
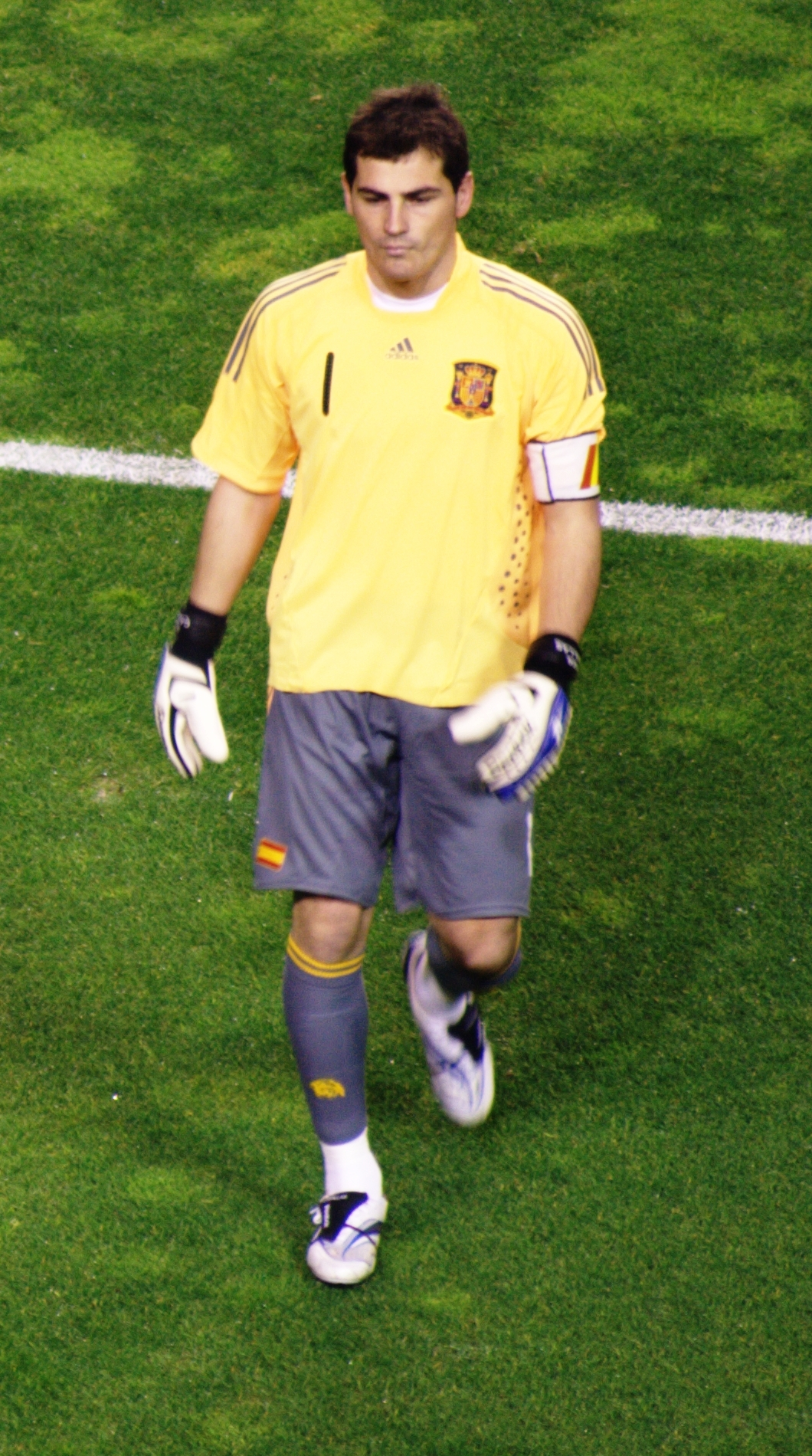
西班牙足球運動員伊克爾·卡西亞斯佩帶代表隊長的袖箍
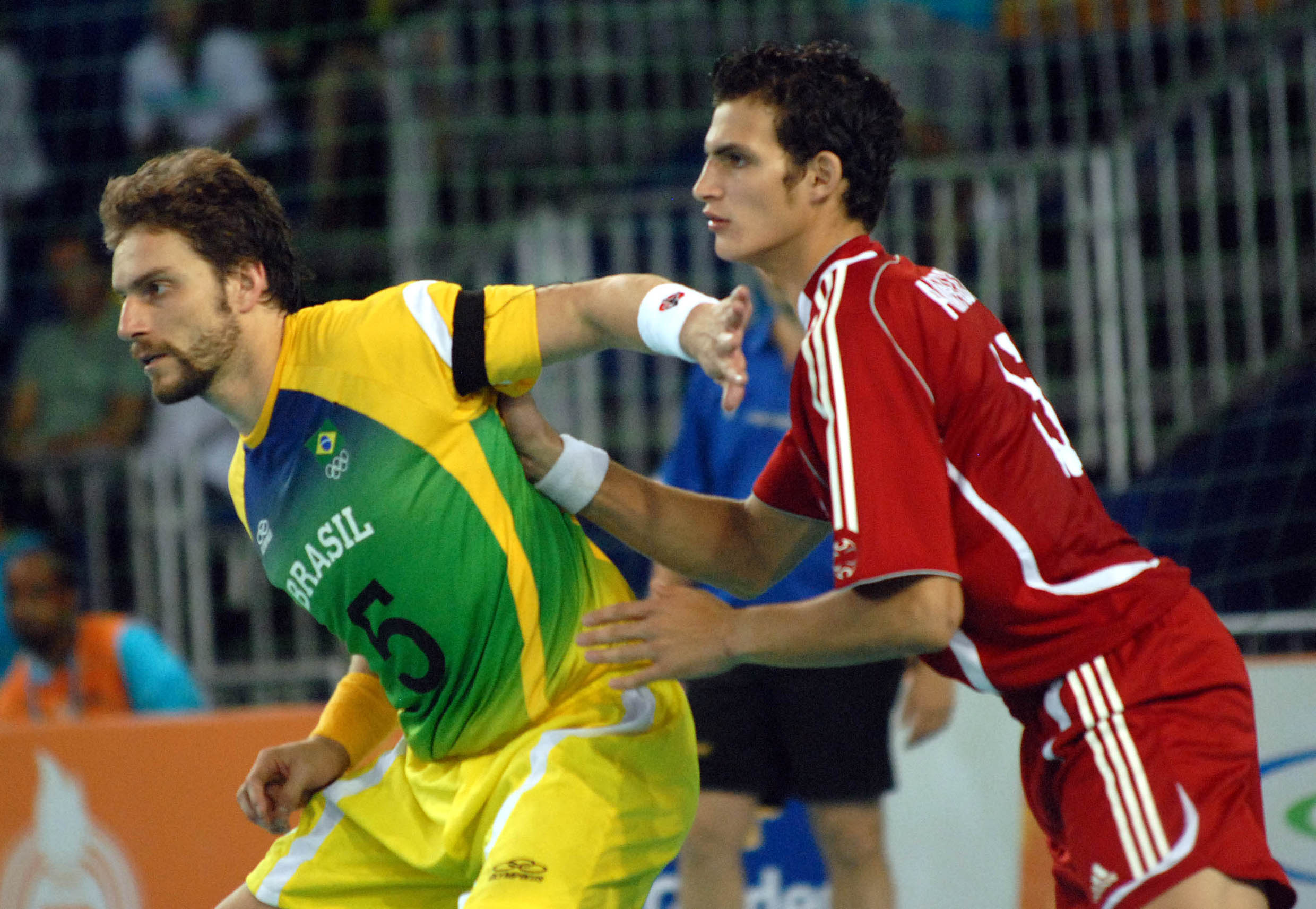
2007年泛美運動會，巴西手球運動員們佩帶黑色的袖箍悼念JJ3054空難
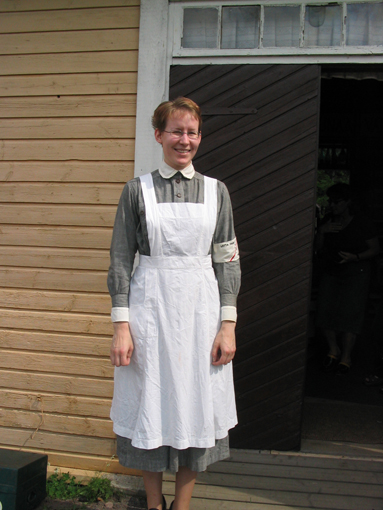
芬蘭志愿準軍事組織Lotta Svärd的執勤護士
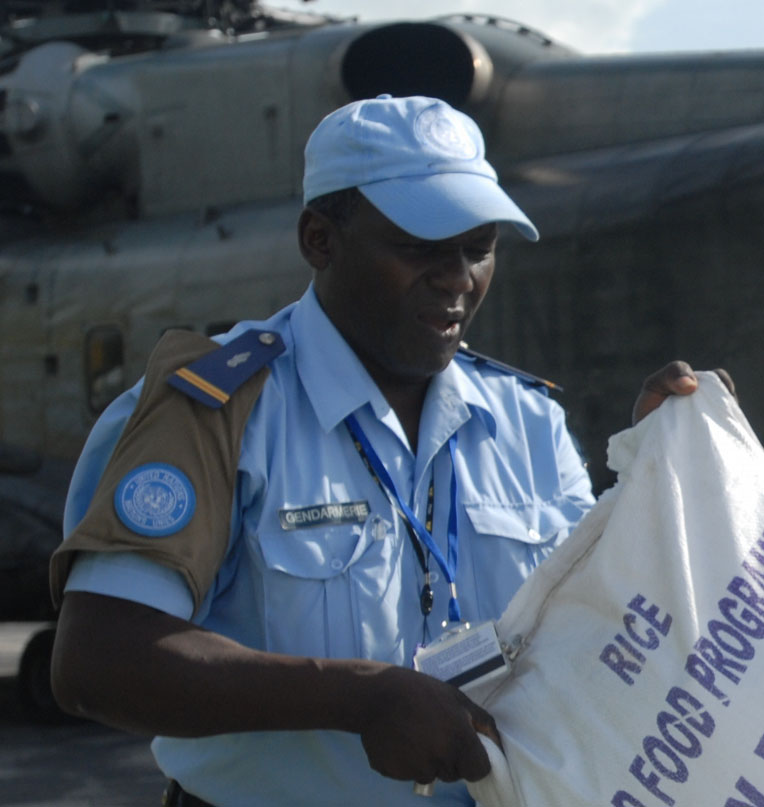
海地警員執勤時佩戴的聯合國臂章，在肩章的位置有扣子加以固定
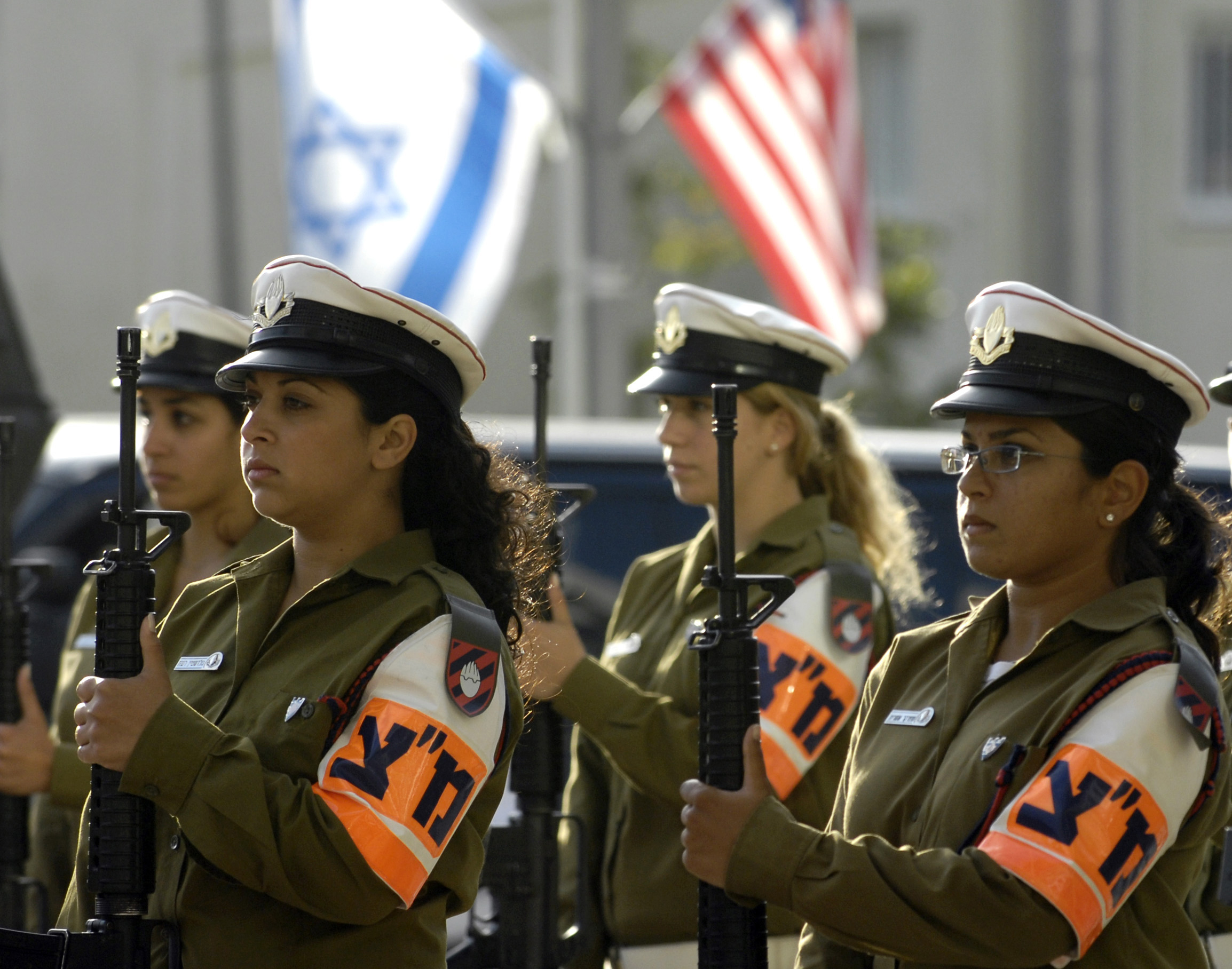
以色列憲兵（英语：Military Police Corps (Israel)）佩戴的臂章，在肩章的位置有扣子加以固定
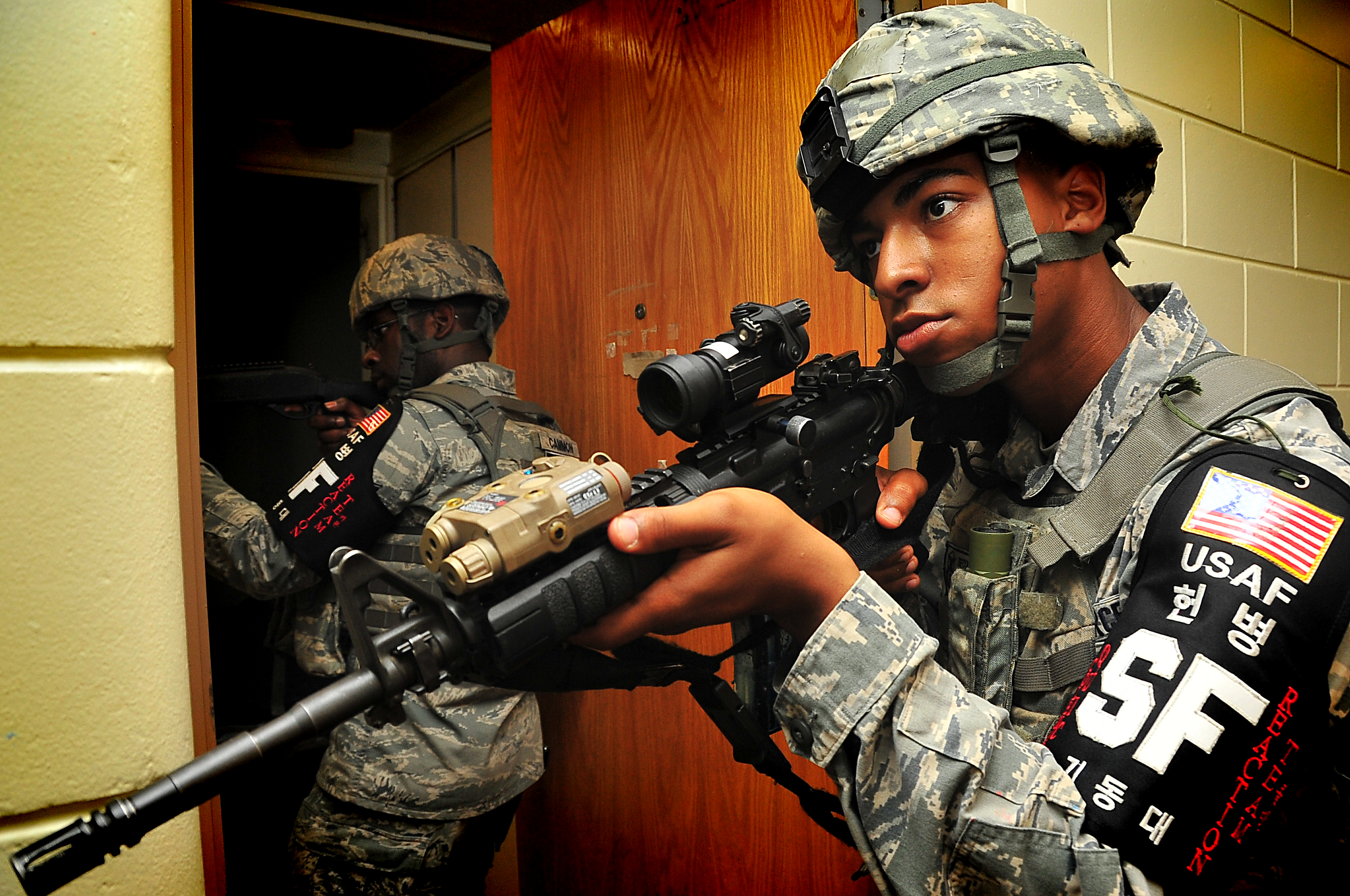
美國空軍保安部隊的憲兵機動隊員所戴的臂章
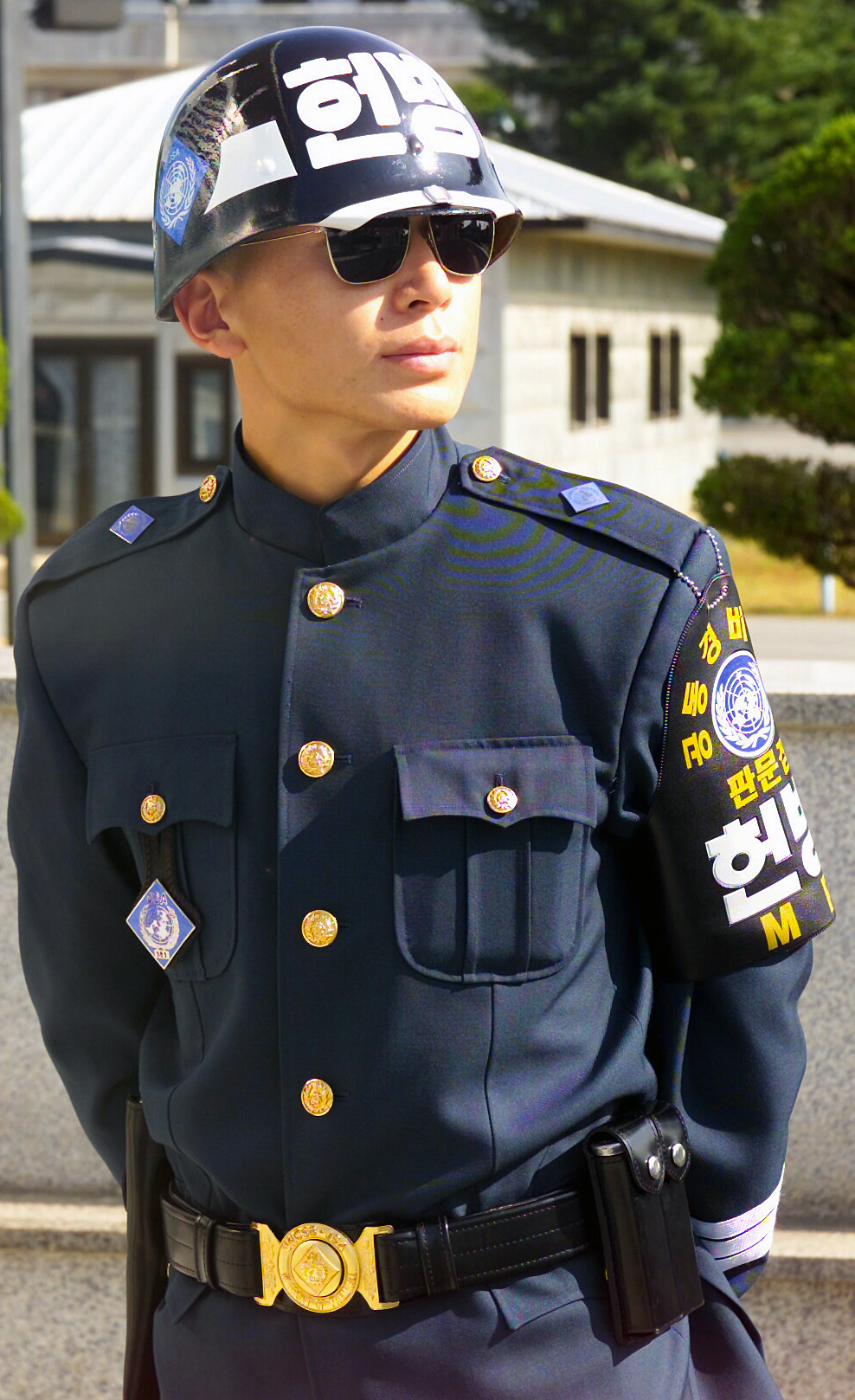
韓國憲兵佩戴的臂章，在肩章的位置有扣子加以固定
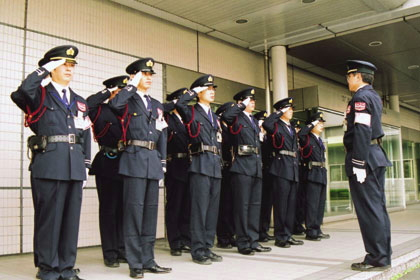
日本大厦保安隊長佩戴的袖章
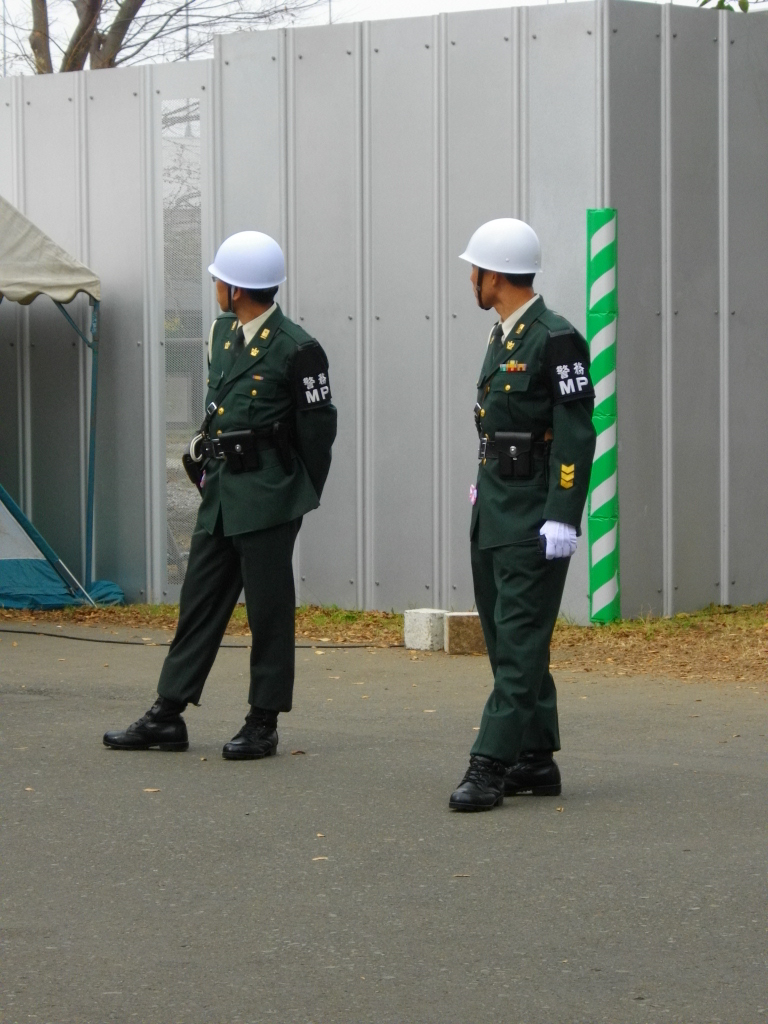
日本陸上自衛隊的警務袖章（日语：警務官）（憲兵袖章）
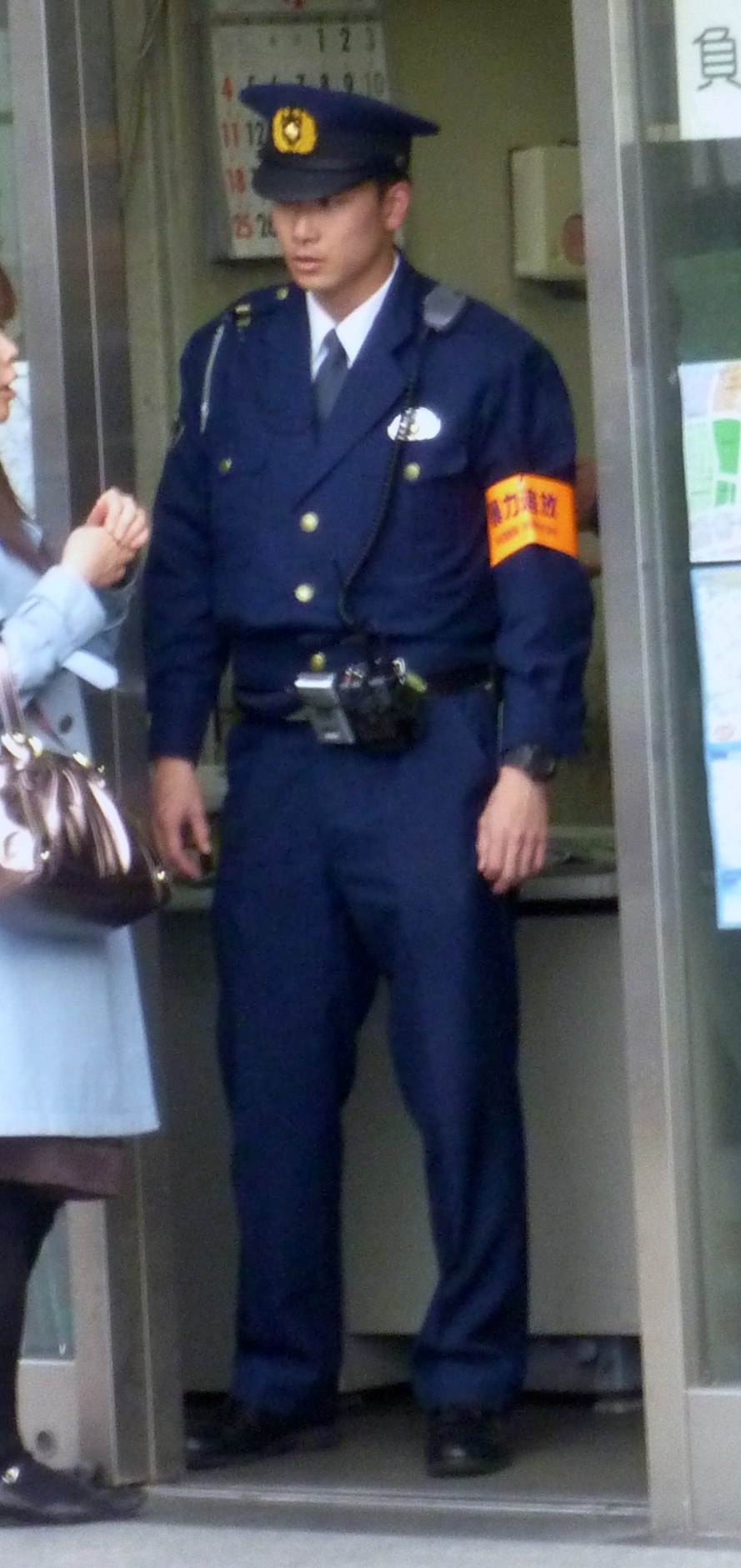
日本派出所前的執勤警員
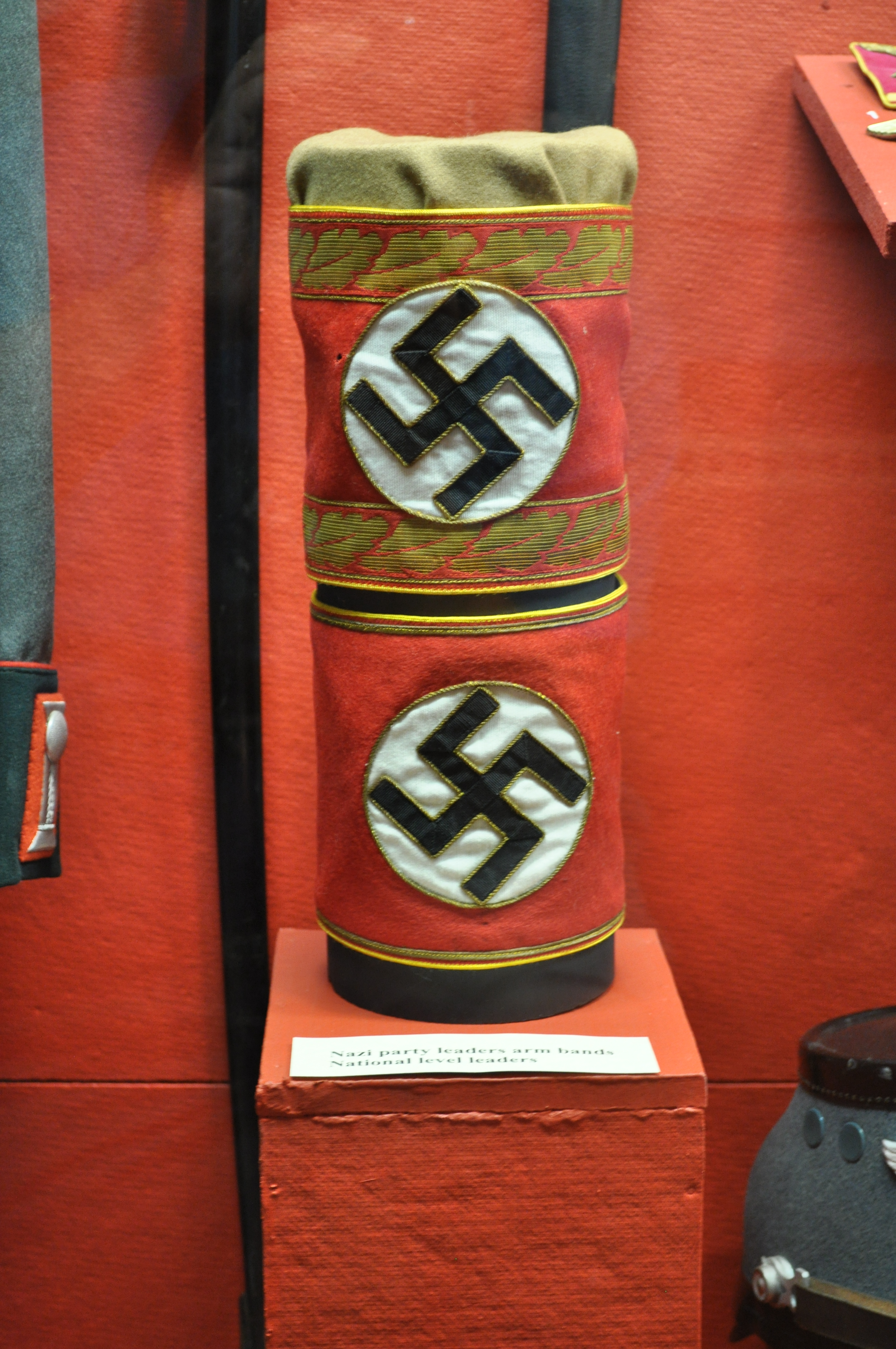
納粹黨員的臂章有「卐」的標誌

## 另見
- 肩章
- 胸章
- 顏色絲帶
- 臂章 (階級章)
- 臂環 (珠寶裝飾品)